# Дело супругов Меннинг

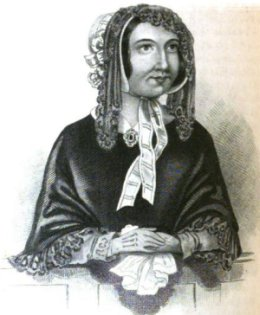
Мария Меннинг

Судебное дело супругов Фредерика и Марии Меннинг, или «Ужас Бермондси» (англ. Bermondsey Horror) — резонансное дело об убийстве, которое завершилось двойной казнью супружеской четы 13 ноября 1849 года. Свидетелем казни был Чарльз Диккенс, который направил возмущённое письмо в «Таймс», протестуя против того, что казнь превратилась в разновидность развлечения для огромной толпы. Впоследствии Мария Меннинг стала прототипом Гортензии в романе «Холодный дом».

## История
Мария де Ру (de Roux, 1821—1849) была швейцаркой из Лозанны, которая поступила на службу в Англии в 1846 году, и работала в аристократических домах. В мае 1847 года она вышла замуж за Фредерика Меннинга, владельца паба. В прошлом его подозревали в нескольких ограблениях, но они не были доказаны. После замужества Мария состояла в любовной связи с доковым служащим Патриком О’Коннором, основной доход которому приносило ростовщичество.
9 августа 1849 года О’Коннор обедал у Меннингов в их доме в Бердмонси. По заранее составленному плану Фредерик убил своего гостя, тело было закопано под кирпичным полом кухни. В тот же день Мария посетила дом своего любовника и похитила наличные деньги и железнодорожные акции. По-видимому, супруги поссорились и разделились: Мария бежала с большей частью похищенного, Фредерик — с меньшей. Домовладелец, привлечённый отсутствием жильцов, вызвал полицию. 17 августа было обнаружено тело О’Коннора, а вскоре были схвачены и убийцы. Мария была арестована в Эдинбурге, где пыталась реализовать часть собственности О’Коннора; Фредерик был взят на Джерси.
Процесс проходил в Олд-Бейли 25 и 26 октября 1849 года и не являлся этапным для развития юриспруденции; единственной особенностью было требование включить в жюри присяжных француза или швейцарца. После обвинительного вердикта Мария проклинала англичан; супруги примирились только незадолго до казни. Они были повешены в тюрьме Horsemonger Lane Gaol, приговор исполнял палач Уильям Калкрафт.

### Реакция на казнь
Дело вызвало общественный резонанс, поскольку совместных казней супругов не совершалось уже более столетия. Предыдущая супружеская казнь была совершена в 1700 году — Михаэль ван Берген и его жена Катрин, урожденная Трюрнье, были одновременно повешены за убийство некоего Оливера Норриса, и с тех пор супругов вместе не казнили.
Помимо Диккенса, на казнь Меннингов отреагировал Василий Жуковский, который сначала изложил свою позицию в письме к цесаревичу Александру Николаевичу, а в 1850 году написал статью «О смертной казни», в которой призывал, не отменяя казни, преобразовать её в таинство, всеобщий «акт любви христианской».